# Kuglački klub Čakovec
Kuglački klub "Čakovec" (KK "Čakovec"; "Čakovec") je bio muški kuglački klub iz Čakovca, Međimurska županija.   

## O klubu
Klub je osnovan pod imenom KK "Čalovečki mlinovi", a 1990.-ih klub mijenja naziv u "Velecommerce", a potom je djelovao pod nazivima "TSH - Velecommerce", "TSH" ("Tvornica stočne hrane"), "Perutnina - Pipo", te konačno "Čakovec". 
 
Klub je ugašen 2012. godine. 
 
Klub je od sezone 1995./96. pa do 1998./99. bio članom "1. A hrvatske kuglačke lige". 

## Uspjesi

### Ekipno
1. B HKL - Sjever
- prvak: 1994./95.
- doprvak: 2001./02.

2. HKL - sjever
- prvak: 2006./07.
- doprvak: 2008./09., 2009./10., 2010./11.

## Pregled plasmana po sezonama
| sezona                                | rang lige                             | liga                                  | poz.                                  | klubova u ligi                        | ut                                    | pob                                   | ner                                   | por                                   | poen+                                 | poen-                                 | bod                                   | napomene                              | izvori                                |
| Čakovački mlinovi / Čakovački mlinovi | Čakovački mlinovi / Čakovački mlinovi | Čakovački mlinovi / Čakovački mlinovi | Čakovački mlinovi / Čakovački mlinovi | Čakovački mlinovi / Čakovački mlinovi | Čakovački mlinovi / Čakovački mlinovi | Čakovački mlinovi / Čakovački mlinovi | Čakovački mlinovi / Čakovački mlinovi | Čakovački mlinovi / Čakovački mlinovi | Čakovački mlinovi / Čakovački mlinovi | Čakovački mlinovi / Čakovački mlinovi | Čakovački mlinovi / Čakovački mlinovi | Čakovački mlinovi / Čakovački mlinovi | Čakovački mlinovi / Čakovački mlinovi |
| ------------------------------------- | ------------------------------------- | ------------------------------------- | ------------------------------------- | ------------------------------------- | ------------------------------------- | ------------------------------------- | ------------------------------------- | ------------------------------------- | ------------------------------------- | ------------------------------------- | ------------------------------------- | ------------------------------------- | ------------------------------------- |
| 1992./93.                             | II.                                   | 2. HKL - Sjever                       | 10.                                   | 12                                    |                                       |                                       |                                       |                                       |                                       |                                       | 12                                    |                                       |                                       |
| 1993./94.                             |                                       |                                       |                                       |                                       |                                       |                                       |                                       |                                       |                                       |                                       |                                       |                                       |                                       |
| Velecommerce                          |                                       |                                       |                                       |                                       |                                       |                                       |                                       |                                       |                                       |                                       |                                       |                                       |                                       |
| 1994./95.                             | II.                                   | 1. B HKL - Sjever                     | 1.                                    | 12                                    |                                       |                                       |                                       |                                       |                                       |                                       | 40                                    |                                       |                                       |
| 1995./96.                             | I.                                    | 1. A HKL                              | 6.                                    | 11                                    |                                       |                                       |                                       |                                       |                                       |                                       | 18                                    |                                       |                                       |
| TSH - Velecommerce / TSH Velecommerce |                                       |                                       |                                       |                                       |                                       |                                       |                                       |                                       |                                       |                                       |                                       |                                       |                                       |
| 1996./97.                             | I.                                    | 1. A HKL                              | 5.                                    | 12                                    |                                       |                                       |                                       |                                       |                                       |                                       | 22                                    |                                       |                                       |
| 1997./98.                             | I.                                    | 1. A HKL                              | 8.                                    | 12                                    |                                       |                                       |                                       |                                       | 71                                    | 105                                   |                                       |                                       |                                       |
| 1998./99.                             | I.                                    | 1. A HKL                              | 11.                                   | 12                                    | 22                                    | 5                                     | 0                                     | 17                                    | 54                                    | 116                                   | 10                                    |                                       |                                       |
| 1999./2000.                           | II.                                   | 1. B HKL - Sjever                     | 4.                                    | 12                                    | 22                                    | 13                                    | 1                                     | 8                                     | 106                                   | 70                                    | 27                                    |                                       |                                       |
| 2000./01.                             | II.                                   | 1. B HKL - Sjever                     | 5.                                    | 12                                    | 22                                    | 11                                    | 2                                     | 9                                     | 94                                    | 82                                    | 24                                    |                                       |                                       |
| 2001./02.                             | II.                                   | 1. B HKL - Sjever                     | 2.                                    | 12                                    | 22                                    | 16                                    | 0                                     | 6                                     | 101                                   | 75                                    | 32                                    |                                       |                                       |
| 2002./03.                             |                                       |                                       |                                       |                                       |                                       |                                       |                                       |                                       |                                       |                                       |                                       |                                       |                                       |
| TSH / Tvornica stočne hrane           |                                       |                                       |                                       |                                       |                                       |                                       |                                       |                                       |                                       |                                       |                                       |                                       |                                       |
| 2003./04.                             | II.                                   | 2. HKL - Sjever                       | 7.                                    | 12                                    | 22                                    | 11                                    | 0                                     | 11                                    | 90                                    | 86                                    | 22                                    |                                       |                                       |
| 2004./05.                             | II.                                   | 2. HKL - Sjever                       | 5.                                    | 12                                    | 22                                    | 11                                    | 2                                     | 9                                     | 94                                    | 82                                    | 24                                    |                                       |                                       |
| 2005./06.                             | II.                                   | 2. HKL - Sjever                       | 5.                                    | 12                                    | 22                                    | 13                                    | 0                                     | 9                                     | 91,5                                  | 84,5                                  | 26                                    |                                       |                                       |
| 2006./07.                             | II.                                   | 2. HKL - Sjever                       | 1.                                    | 12                                    | 22                                    | 18                                    | 1                                     | 3                                     | 124                                   | 52                                    | 37                                    |                                       |                                       |
| 2006./07.                             | II.                                   | Kvalifikacije za 1. HKL               | 3.                                    | 5                                     |                                       |                                       |                                       |                                       |                                       |                                       |                                       | igrano turnirski                      |                                       |
| 2007./08.                             |                                       |                                       |                                       |                                       |                                       |                                       |                                       |                                       |                                       |                                       |                                       |                                       |                                       |
| Čakovec                               |                                       |                                       |                                       |                                       |                                       |                                       |                                       |                                       |                                       |                                       |                                       |                                       |                                       |
| 2008./09.                             | II.                                   | 2. HKL - Sjever                       | 2.                                    | 12                                    | 22                                    | 14                                    | 0                                     | 8                                     | 96,5                                  | 79,5                                  | 28                                    |                                       |                                       |
| 2009./10.                             | II.                                   | 2. HKL - Sjever                       | 2.                                    | 12                                    | 22                                    | 17                                    | 0                                     | 5                                     | 119                                   | 57,5                                  | 34                                    |                                       |                                       |
| 2010./11.                             | II.                                   | 2. HKL - Sjever                       | 2.                                    | 12                                    | 22                                    | 17                                    | 0                                     | 5                                     | 117                                   | 59                                    | 34                                    |                                       |                                       |
| 2011./12.                             | II.                                   | 2. HKL - Sjever                       | 4.                                    | 12                                    | 22                                    | 14                                    | 1                                     | 7                                     | 100                                   | 76                                    | 29                                    |                                       |                                       |
|                                       |                                       |                                       |                                       |                                       |                                       |                                       |                                       |                                       |                                       |                                       |                                       |                                       |                                       |
|                                       |                                       |                                       |                                       |                                       |                                       |                                       |                                       |                                       |                                       |                                       |                                       |                                       |                                       |

## Unutarnje poveznice
- Čakovec
- Tvornica stočne hrane (Čakovec)

## Vanjske poveznice
- emedjimurje.net.hr, Anđelko Crnčec: „Problem je što najbolji kuglači odlaze za šaku kuna“, objavljeno 1. siječnja 2013.
- cakovec.hr, ZAJEDNICA SPORTSKIH UDRUGA GRADA ČAKOVCA - UDRUGE – ADRESAR  Arhivirana inačica izvorne stranice od 21. veljače 2021. (Wayback Machine)
- cakovec.hr, Sport  Arhivirana inačica izvorne stranice od 21. veljače 2021. (Wayback Machine)
- sportilus.com, KUGLAČKI KLUB ČAKOVEC ČAKOVEC